# Phylacium majus
Phylacium majus là một loài thực vật có hoa trong họ Đậu. Loài này được Collett & Hemsl. miêu tả khoa học đầu tiên.